# Жарбутак (приток Камсака)
Жарбутак — река в России, протекает в Домбаровском районе Оренбургской области. Устье реки находится в 59 км по правому берегу реки Камсак в 6 км к северу от посёлка Домбаровский на высоте 249,9 метра над уровнем моря. Длина реки составляет 22 км.
У истоков реки стоит село Богоявленка.

## Данные водного реестра
По данным государственного водного реестра России относится к Уральскому бассейновому округу, водохозяйственный участок реки — Урал от Ириклинского гидроузла до города Орск. Речной бассейн реки — Урал (российская часть бассейна).
Код объекта в государственном водном реестре — 12010000412112200003840.